# 樊嘉禄
樊嘉禄（1964年—），安徽金寨人，中国非物质文化遗产保护学者，曾任安徽艺术学院党委副书记、院长。

## 生平
1985年毕业于安徽师范大学物理系，1991年硕士毕业于中国科学技术大学，2001年于中国科学技术大学获博士学位。先后任职于金寨县江店职业中学和安徽医科大学。2008年12月，调任黄山学院党委委员、副院长。2015年1月，转任安徽广播电视大学党委委员、副校长。2016年6月，任安徽广播电视大学党委副书记。2019年6月，调任安徽大学党委委员、常委、副书记，安徽大学艺术与传媒学院（现安徽艺术学院）党委书记、院长。2020年12月，任安徽艺术学院党委副书记、院长。

## 贡献
长期从事非物质文化遗产保护研究工作，主持教育部人文社科项目、中科院985创新经费资助项目、安徽省社科规划项目、安徽省科技厅软科学研究项目等多项。

## 奖项和荣誉
曾获安徽省哲学社会科学优秀成果二等奖、安徽省政府特殊津贴、安徽省自然科学优秀论文一等奖等。

## 社会兼职
安徽省十二届政协委员，文化部国家非物质文化遗产保护工作专家委员会委员，中国科技史学会传统工艺研究会理事，安徽省科技史学会会长，安徽省自然辩证法研究会副会长。